# Blanca Manchón
Blanca Manchón Domínguez, née le 6 mars 1987 à Séville est une véliplanchiste espagnole. 

## Carrière
Blanca Manchón Domínguez se classe huitième de l'épreuve de planche à voile aux Jeux olympiques d'été de 2004 à Athènes.
La native de Séville devient ensuite championne du monde de RS:X en 2010.
Elle est médaillée d'or de RS:X aux Jeux méditerranéens de 2018 à Tarragone.